# Metalimnobia (Metalimnobia) xanthopteroides adonis
Metalimnobia (Metalimnobia) xanthopteroides adonis is een ondersoort van de tweevleugelige Metalimnobia (Metalimnobia) xanthopteroides uit de familie steltmuggen (Limoniidae). De ondersoort komt voor in het Oriëntaals gebied.